# Henriette Caillaux

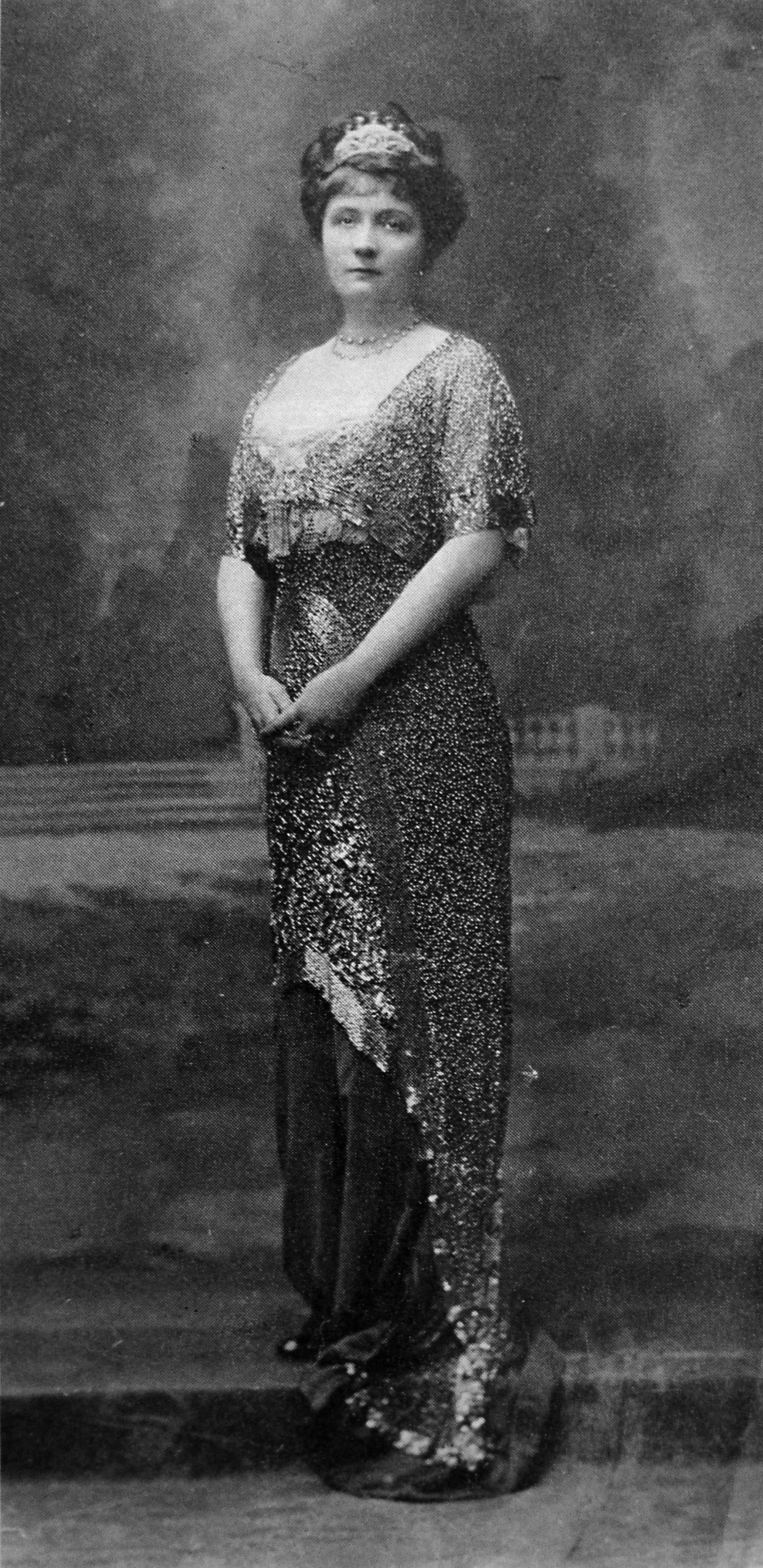
Henriette Caillaux (um 1910)

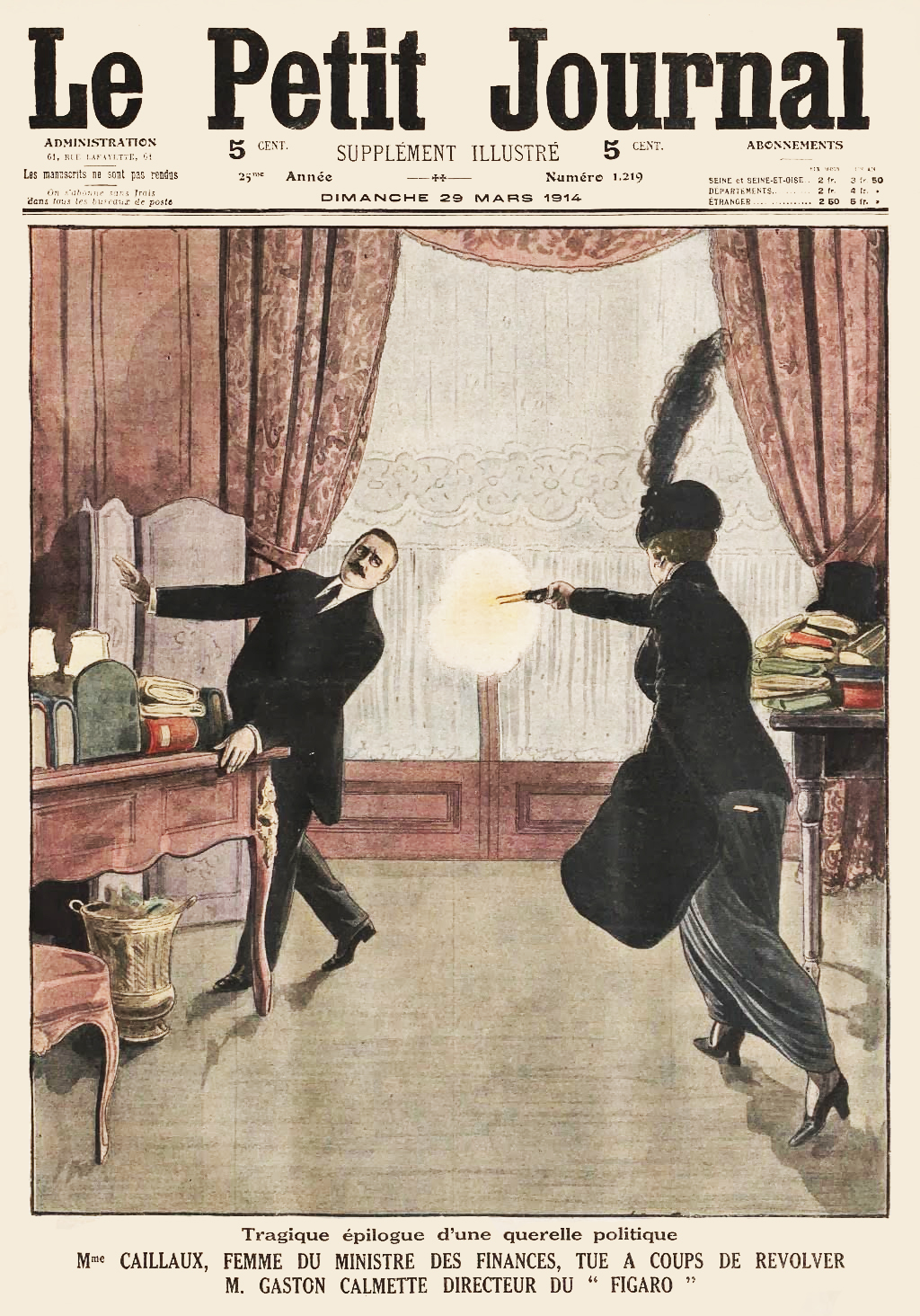
Die Ermordung Calmettes in einer zeitgenössischen Darstellung

Henriette Caillaux (* 5. Dezember 1874 in Paris als Henriette Rainouard; † 29. Januar 1943) war eine Person der gehobenen französischen Gesellschaft und die zweite Ehefrau des vorherigen Premierministers Joseph Caillaux. Sie erschoss am 16. März 1914 Gaston Calmette, den Chefredakteur des Figaro, da dieser im Laufe einer mehrmonatigen Pressekampagne gegen ihren Ehemann mit der Veröffentlichung von alten Briefen drohte. Ihr Freispruch wegen vorübergehender Unzurechnungsfähigkeit im anschließenden Prozess löste in Frankreich einen Skandal aus.

## Leben
Henriette Rainouard heiratete 1894 den zwölf Jahren älteren Léo Claretie, mit dem sie zwei Kinder hatte. 1907 lernte sie Caillaux kennen und begann eine Affäre mit ihm. Nachdem sie beide geschieden waren, heirateten sie und Caillaux 1911.
Während ihr Mann als Finanzminister Frankreichs tätig war, wurde er in einer Pressekampagne des Figaro scharf attackiert. Der Chefredakteur Gaston Calmette war in den Besitz von frühen Liebesbriefen von Henriette Caillaux vor ihrer Heirat geraten und drohte mit deren Veröffentlichung. Daraufhin betrat Henriette Caillaux am 16. März 1914 das Büro des Chefredakteurs und feuerte mehrere Schüsse auf Calmette, der kurz darauf in einem Krankenhaus in Neuilly verstarb.
Sie wurde sofort verhaftet und vor Gericht gestellt. Ihr Anwalt war Fernand Gustave Gaston Labori. Der Prozess endete mit ihrem Freispruch am 28. Juli 1914. Die Begründung des Urteils war die „akute seelische Notlage“ von Henriette Caillaux und dass ihr von der Jury entsprechend dem damaligen Frauenbild „unkontrollierbare weibliche Emotionen“ zugeschrieben wurden. Das Urteil löste heftige Kontroversen und Proteste in Frankreich aus.

## Verweise in der Populärkultur
Die Tat Henriette Caillaux wurde mehrfach verfilmt, so entstand bereits 1918 unter der Regie von Richard Stanton der Film The Caillaux Case. 1968 wurde unter dem Titel Madame Caillaux eine Version für das deutsche Fernsehen produziert. Im Jahr 1985 wurde für das französische Fernsehen der Film L’Affaire Caillaux produziert. In Ken Folletts Roman Sturz der Titanen aus dem Jahr 2010 wird der Fall mehrmals erwähnt und von den Protagonisten verschiedentlich gedeutet. Raymond Radiguet führt zu Beginn seines Romans „Den Teufel im Leib“ aus dem Jahr 1923 die in Frankreich herrschende erstickende Atmosphäre unmittelbar vor Ausbruch des 1. Weltkriegs auch auf den Caillaux-Prozess zurück. 